# Muntanya de l'Oliva
La muntanya de l'Oliva és un accident orogràfic proper a la ciutat de Tarragona.
Abans del segle xx va existir al lloc un fortí, que en a la fi del segle xix es trobava en runes. Una part de la finca era propietat de l'hospital de Tarragona, mentre que altra estava destinada a cementiri. En 1901 es va construir-hi un camí per al servei de les obres de construcció d'un dipòsit d'aigua, amb la condició que el camí seria destruït en acabar les obres. El contractista va demorar la demolició de manera que la via va ser utilitzada per un públic cada volta més nombrós que acudia als voltants del dipòsit per esplaiar-se junt a la font que s'hi havia instal·lat.
El 17 d'agost de 1905, la Junta Administrativa de l'Hospital va cedir la propietat a l'Ajuntament, per embelliment de la ciutat. El 28 d'octubre de 1906 s'hi celebrà oficialment l'entrega de la muntanya a la ciutat, amb la presència de diverses autoritats civils i militars i de vuit o deu mil persones. En aquesta ocasió es va realitzar la primera plantació d'arbres per part de l'alumnat de les escoles de la ciutat. Aquestes plantacions continuarien fins a la guerra de 1936.
Durant el primer terç del segle xx, la muntanyana de l'Oliva, a més de lloc d'esbarjo, també va ser-ho de concentracions polítiques radicals, liberals i sindicalistes.
El decret del Ministeri de Justícia de 9 de juliol de 1931 preveia la propietat municipal dels cementiris. Doncs en 1933 l'Ajuntament de Tarragona se'n va confiscar.
Durant la guerra de 1936 i la postguerra, va ser lloc d'afusellaments, els quals continuaren realitzant-s'hi fins a febrer 1944.